# منطقه پایتختی (ایسلند)
منطقه پایتخت ایسلند (به لاتین: Capital Region) یا ریکیاویک بزرگ یکی از منطقه‌های کشور ایسلند که در جنوب غربی این کشور واقع شده است.

## خصوصیات
منطقه پایتخت ایسلند ۱٬۰۶۲ کیلومترمربع مساحت و ۲۰۹٬۶۸۰ نفر جمعیت دارد.